# Нидерландские Антильские острова на летних Олимпийских играх 1992
Нидерландские Антильские острова принимали участие в Летних Олимпийских играх 1992 года в Барселоне (Испания) в девятый раз за свою историю, но не завоевали ни одной медали. Сборную страны представляла 1 женщина.